# Daulatdia
Daulatdia – miejscowość w Bangladeszu będąca największym w tym kraju skupiskiem domów publicznych – jednym z 20 oficjalnie usankcjonowanych w 1988 tego typu miejsc w kraju, chociaż nieoficjalnie działało już wcześniej
Szacuje się, że liczba osób świadczących usługi seksualne w wiosce wynosi od 1300 do 2000 osób. Chociaż w Bangladeszu prostytucja jest legalna dla kobiet w wieku 18 lat lub starszych, średni wiek nowo przybyłych osób świadczących usługi seksualne wynosi 14, a niektórzy pracownicy seksualni w Daulatdii mają zaledwie 10 lat. Młode pracownice seksualne często sięgają do środków farmaceutycznych takich jak deksametazon w celu szybszego odkładania się tkanki tłuszczowej. Sutenerami w tym miejscu są zazwyczaj starsze, bardziej doświadczone prostytutki.
W odpowiedzi na pandemię COVID-19, 20 marca 2020 rząd Bangladeszu nakazał zamknięcie środka. W odpowiedzi na tę decyzję, 23 marca 2020 pracownice seksualne z Daulatdii zaapelowały do rządu o pomoc finansową.